# 貝內瓦縣
贝内瓦县（英語：Benewah County，/ˈbɛnəˌwɑː/）是美國愛達荷州西北部的一個縣，西鄰華盛頓州。面積2,030平方公里。根據美國2000年人口普查，共有人口9,171（2005年估計為9,218）。縣治聖瑪麗斯（St. Maries）。
成立於1915年1月23日。縣名紀念科達倫族（印第安人的一支）一位酋長。